# 치퍼와이언어
치퍼와이언어(Chipewyan)는 캐나다 북서부의 원주민 치퍼와이언족이 사용하는 애서배스카어파 언어이다. 북애서배스카어의 일종으로 분류된다. 자기 이름은 데네술리네(Dënesųłinë́) 또는 단순히 데네(Dëne)이다. 캐나다에 약 1만 2천 명의 화자가 있으며, 주로 서스캐처원주, 앨버타주, 매니토바주, 노스웨스트 준주에 분포한다. 노스웨스트 준주에서는 주 공용어 지위를 가진 9개의 원주민 언어(치퍼와이언어, 크리어, 틀리초어, 이눅티투트어, 이누인낙툰어, 이누비알룩툰어, 북슬레이비어, 남슬레이비어) 중 하나이다.